# Доминиканская Республика на летних Олимпийских играх 1992
Доминиканская Республика принимала участие в Летних Олимпийских играх 1992 года в Барселоне (Испания) в восьмой раз за свою историю, но не завоевала ни одной медали. Сборную страны представляли 32 участника, из которых 2 женщины.